# 5627 Шорт
5627 Шорт (інші назви — (5627) 1991 MA, 1991 MA, 1989 WO2) — астероїд головного поясу. Відкритий 16 червня 1991 року Робертом Макнотом. Названий на честь шотландського математика, оптика й виробника телескопів Джеймса Шорта.
Тіссеранів параметр щодо Юпітера — 3,847.